# Ernst Gaber (Ruderer)
Ernst Gaber (* 6. Juni 1907 in Mannheim; † 13. August 1975) war ein deutscher Ruderer, der an den Olympischen Sommerspielen 1928, 1932 und 1936 teilnahm.
1928 belegte er mit seiner Mannschaft den fünften Platz. 1932 gewann die deutsche Rudermannschaft Karl Aletter, Walter Flinsch und Hans Maier mit ihm im Vierer ohne Steuermann die Silbermedaille. Bei den Olympischen Sommerspielen 1936 in Berlin holte die Mannschaft, bestehend aus Gaber, Hans Maier, Walter Volle, Paul Söllner und Friedrich Bauer die Goldmedaille im Vierer mit Steuermann in einer Zeit von 7:16,2 Minuten.
Er war Mitglied im Mannheimer Ruderverein Amicitia von 1876 und gewann mit dem Achter des Vereins von 1928 bis 1931 den deutschen Meistertitel, 1938 folgte noch eine Silbermedaille. Im Vierer mit Steuermann errang er 1933 Silber und war 1935 und 1936 deutscher Meister. Im Vierer ohne Steuermann war er 1929 bis 1931 sowie 1933 und 1935 Sieger.
Gaber trat zum 30. Juni 1933 der SS bei (SS-Nummer 200.157), zum 17. August 1936 wurde er zum SS-Untersturmführer befördert.